# Казарка (потік)
Каза́рка — гірський потік в Україні, у Рожнятівському районі Івано-Франківської області. Правий доплив Чечви (басейн Дністра).

## Опис
Довжина потоку приблизно 5,26 км, найкоротша відстань між витоком і гирлом — 4,74 км, коефіцієнт звивистості потоку — 1,11. Формується правим допливом Нова Казарка та багатьма безіменними гірськими струмками. Потік тече у гірському масиві Ґорґани.

## Розташування
Бере початок на південно-східних схилах гори Верхня Слубушниця (1561,4 м) (хребет Аршиця). Тече переважно на північний схід і впадає у річку Чечву, ліву притоку Лімниці.

## Цікаві факти
- На лівому березі потоку розташоване заповідне урочище «Гуки»[1].
- На потоці розташований водоспад Казарка, а на її праві притоці - водоспад Нова Казарка.